# IC 3532
IC 3532 је појединачна звијезда у сазвјежђу Береникина коса која се налази на листи објеката дубоког неба у Индекс каталогу.
Деклинација објекта је + 25° 52' 49" а ректасцензија 12h 34m 57,6s.